# Collectif 50/50
Le Collectif 50/50 (collectif 5050 pour 2020 lub pol. Kolektyw 50/50) – francuskie stowarzyszenie, którego celem jest promocja równości i dywersyfikacji płciowej w kinie i sztukach audiowizualnych. Aktywność Kolektywu opiera się na badaniach kwantytatywnych i komparatywnych nierówności w honorariach oraz proporcjonalności angażu kobiet wobec mężczyzn w branży filmowej.

## Historia
Le Collectif 50/50 powstał pod wpływem ruchu #Metoo i skandalu Harveya Weinsteina kiedy to grupa feministyczna Le Second Regard zaproponowała dołączenie i rozszerzenie dotychczasowej aktywności 15 reżyserkom, producentkom i dystrybutorkom. Stowarzyszenie zakłada działania w trzech statutowych kierunkach: parytetu, egalitarności w honorarium i inkluzji w kinie. Pod deklaracją założycielską podpisało się 150 festiwali i organizacji branżowych oraz około 40 firm dystrybutorskich, kinowych i publishingowych. 

2 marca 2018 roku z okazji rozdań nagród Cezara i równolegle z akcją #NowOnAgit grupa wystosowała apel o utworzenie kolektywu mieszanego pod nazwą „collectif 5050 pour 2020”. 
„Uważamy, że należy kwestionować podział władzy. Wierzymy, że parytet zmniejsza nierównowagę sił. Wierzymy, że różnorodność głęboko zmienia reprezentację. Wierzymy, że musimy wykorzystać tę szansę do walki na rzecz równości i różnorodności, ponieważ jesteśmy pewni, że otwarcie pola władzy głęboko przyczyni się do odnowy kreatywności."
Kolektyw wsparło ponad 300 profesjonalistów w tym: Jacques Audiard, Virginie Despentes, Marina Foïs, Céline Sciamma, Rebecca Zlotowski, Pierre de Ladonchamps, Adèle Haenel, Léa Seydoux. 
Liczba sygnatariuszy wzrosła w 2019 roku do 1500.  W tym samym roku Kolektyw opublikował online swoją Biblię 50/50 - informator profesjonalistów kina i sztuk audiowizualnych wskazujących obszary w branży albo zbyt mało wspierane albo zbyt mało widzialne medialnie.
Do 2022 Kolektywem współ-kierowały producentki filmowe Julie Billy, Sandrine Brauer i Laurence Lascary. Po nich kierownictwem zajęły się: Séraphine Angoula, Clémentine Charlemaine, Margaux Lorier oraz Lahoucine Grimich.